# Baldersheim
Baldersheim è un comune francese di 2 636 abitanti situato nel dipartimento dell'Alto Reno nella regione del Grand Est.

## Società

### Evoluzione demografica
Abitanti censiti